# James Parsons (Politiker)
James Parsons (* 1724 in Irland; † 1. Oktober 1779 in South Carolina) war ein US-amerikanischer Politiker. Zwischen 1777 und 1779 war er der letzte Vizepräsident des Staates South Carolina.

## Werdegang
James Parsons studierte noch in seiner irischen Heimat Jura und kam vor 1750 in die damalige britische Kolonie South Carolina, wo er als Rechtsanwalt arbeitete und bald einen beträchtlichen Reichtum und Ansehen erwarb. Zwischen 1752 und 1754 sowie nochmals von 1760 bis 1775 saß er im kolonialen Abgeordnetenhaus. Anfang der 1770er Jahre schloss er sich der Revolutionsbewegung an. Er wurde Mitglied mehrerer Versammlungen und Sicherheitskomitees, die die Unabhängigkeitsbewegung unterstützten. Er gehörte auch den ersten drei Legislaturperioden der Staatslegislative des neuen Staates South Carolina an.
1777 wurde Parsons von der South Carolina General Assembly als Nachfolger von Henry Laurens zum zweiten und letzten Vizepräsidenten seines Staates gewählt. Dieser Titel wurde nach seiner Amtszeit abgeschafft und durch das Amt des Vizegouverneurs ersetzt. Parsons hatte diese Funktion zwischen dem 27. Juni 1777 und dem 9. Januar 1779 inne. Dabei war er bis 1778 Vertreter von John Rutledge und dann von dessen Nachfolger Rawlins Lowndes, die beide den Titel des Präsidenten von South Carolina führten. Auch dieser Titel wurde dann abgeschafft und durch das Amt des Gouverneurs ersetzt. Er starb am 1. Oktober 1779 und wurde in Charleston beigesetzt.